# Nadieżda Wołkowa
Nadieżda Tierientjewna Wołkowa (ur. 24 czerwca 1920 w Charkowie, zm. 27 listopada 1942) – radziecka partyzantka, Bohater Związku Radzieckiego.

## Życiorys
Była córką urzędnika. Różne źródła podają jej narodowość jako rosyjską lub ukraińską, jej matka była Żydówką. Ukończyła szkołę średnią w Konotopie. Po agresji Niemiec na ZSRR została z rodziną ewakuowana do Insaru w Mordowskiej ASRR, gdzie ukończyła kurs pielęgniarski i podjęła pracę w szpitalu. W 1942 ukończyła specjalną szkołę dla partyzantów w Moskwie. Należała do Komsomołu.
W październiku 1942 została włączona do oddziału partyzanckiego M. Sinielnika działającego w rejonie wołczańskim obwodu charkowskiego, w ramach którego wykonywała zadania na tyłach wroga. Była łączniczką Aleksandra Szczerbaka, sekretarza podziemnego komitetu obwodowego Komsomołu w Charkowie.
27 listopada oddział, do którego należała, został okrążony. Wołkowa zginęła, osłaniając odwrót pozostałych partyzantów. Została pochowana w Wołczańsku.
Pośmiertnie, 8 maja 1965, został jej nadany tytuł Bohatera Związku Radzieckiego oraz Order Lenina. Tablica jej pamięci znajduje się w Konotopie na budynku szkoły, którą ukończyła oraz na pomniku "Młodym Bohaterom Konotopu". Wymieniono ją również na pomniku Zwycięstwa w Charkowie.